# Wachstedt
Wachstedt is een gemeente in de Duitse deelstaat Thüringen, en maakt deel uit van de Landkreis Eichsfeld.
Wachstedt telt 459 inwoners.